# Raoulserenea ornata
Raoulserenea ornata is een bidsprinkhaankreeftensoort uit de familie van de Pseudosquillidae. De wetenschappelijke naam van de soort is voor het eerst geldig gepubliceerd in 1880 door Miers.